# آلان هریس
آلان هریس (انگلیسی: Allan Harris؛ زادهٔ ۲۸ دسامبر ۱۹۴۲) یک بازیکن فوتبال و مربی اهل انگلستان است.
وی سابقه بازی در تیم‌هایی همچون باشگاه فوتبال چلسی، باشگاه فوتبال کاونتری سیتی، باشگاه فوتبال کویینز پارک رنجرز، باشگاه فوتبال پلیموث آرگیل و باشگاه فوتبال کمبریج یونایتد را در کارنامه دارد.